# Vochysia apopetala
Vochysia apopetala är en tvåhjärtbladig växtart som beskrevs av Ernst Heinrich Georg Ule. Vochysia apopetala ingår i släktet Vochysia och familjen Vochysiaceae. Inga underarter finns listade i Catalogue of Life.